# عقدة نابليون

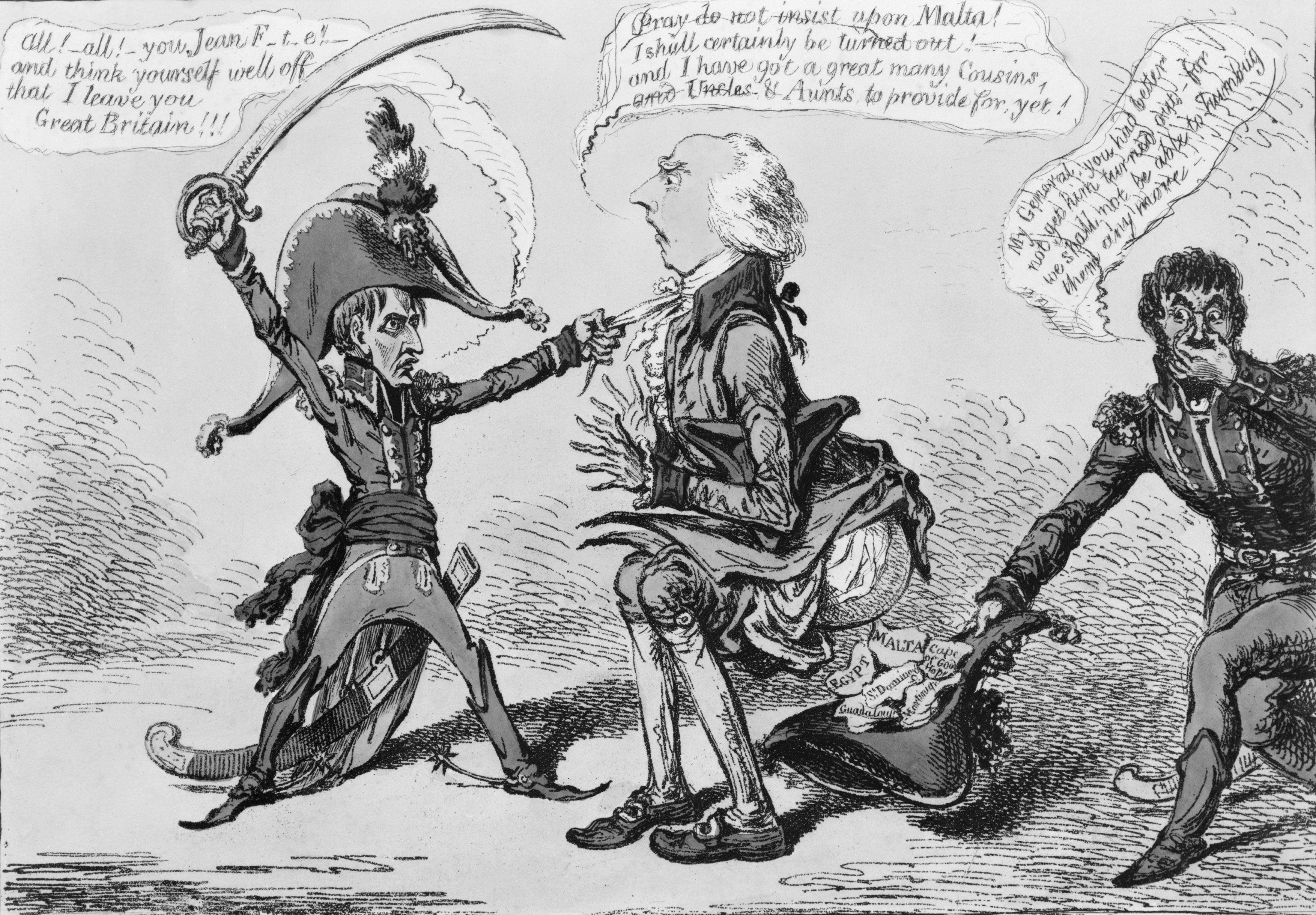
روجت الدعاية البريطانية في ذلك الوقت لفكرة أن نابليون كان قصيراً.

عقدة نابليون أو متلازمة نابليون أو متلازمة الرجل القصير هي عقدة نفسية نظرية تنسب عادة إلى الناس قصيري القامة. وهي التميز بسلوك اجتماعي مفرط العدوانية أو الاستبدادية، مثل الكذب حول الدخل، ويعتبر هذا السلوك تعويض عن أوجه القصور الجسدية أو الاجتماعية للشخص. كان طول نابليون بونابرت 5 أقدام و 6 بوصات (1.68 م)، وهو متوسط طول الفلاح الفرنسي ولكنه قصير إلى حد ما بالنسبة لشخص ارستقراطي أو ضابط في ذلك الوقت. في علم النفس، تعتبر عقدة نابليون بمثابة صورة نمطية اجتماعية مهينة.

## أصل الكلمة
تم تسمية عقدة نابليون على اسم نابليون بونابرت، أول إمبراطور للفرنسيين. يفترض الفولكلور الشائع أن نابليون عوض افتقاره إلى الطول من خلال السعي إلى السلطة والحرب والفتوحات. تم تعزيز هذا الرأي وتشجيعه من قبل البريطانيين، الذين شنوا حملة دعائية للتقليل من عدوهم في الطباعة والفن، خلال حياته وبعد وفاته. في عام 1803، تم الاستهزاء به في الصحف البريطانية كرجل صغير سريع الغضب. وفقًا لبعض المؤرخين، كان في الواقع بطول 5 أقدام و 7 بوصات، أو أكثر من متوسط طول الذكور البالغين في هذه الفترة، اعتمادًا على المصدر المختار. يؤكد المؤرخون الآخرون أنه كان بطول 5 أقدام و 2 بوصة لأنه تم قياسه في جزيرة بريطانية بعد 28 عامًا من اعتماد الفرنسيين للنظام المتري. غالبًا ما كان يُنظر إلى نابليون إلي جانب الحرس الإمبراطوري، مما ساهم في إدراكه أنه قصير لأن الحرس الإمبراطوري كانوا في العادة رجالًا طويلين.

## أبحاث
في عام 2007، اقترح بحث أجرته جامعة سنترال لانكشاير أن عقدة نابليون من المرجح أن تكون أسطورة. اكتشفت الدراسة أن الرجال القصار كانوا أقل عرضة لفقدان أعصابهم من الرجال ذوي الطول المتوسط. تضمنت التجربة مواضيع مبارزة بعضهم البعض بالعصي، حيث قام أحدهم عن عمد بضرب مفاصل الآخر. كشف مراقبو القلب أن الرجال الأطول كانوا أكثر عرضة لفقدان أعصابهم والرد. وعلق محاضر في جامعة وسط لانكشاير مايك إسليا قائلاً «عندما يرى الناس رجلاً قصيرًا عدوانيًا، فمن المرجح أن يعتقدوا أن ذلك يرجع إلى حجمه، وذلك ببساطة لأن هذه السمة واضحة وتلفت انتباههم».
دراسة ويسيكس للنمو هي دراسة طولية مجتمعية قائمة على المجتمع أجريت في المملكة المتحدة لمراقبة النمو النفسي للأطفال منذ دخول المدرسة إلى مرحلة البلوغ. تم التحكم في الدراسة من أجل الآثار المحتملة للجنس والوضع الاجتماعي والاقتصادي، ووجدت أنه «لم يتم العثور على اختلافات كبيرة في وظائف الشخصية أو جوانب الحياة اليومية التي يمكن أن تعزى إلى الطول»؛  تضمن هذا العمل التعميمات المرتبطة بعقدة نابليون، مثل سلوكيات المخاطرة.
ادعى أبراهام بونك، الأستاذ في جامعة جرونينغن في هولندا، أنه وجد أدلة على متلازمة الرجل الصغير. وجد الباحثون في الجامعة أن الرجال الذين كانوا 1.63 متر (5 قدم 4 بوصة) أكثر عرضة بنسبة 50٪ لإظهار علامات الغيرة من الرجال الذين كانوا 1.98 متر (6 قدم 6 بوصة) .
في عام 2018، وجد عالم النفس التطوري مارك فان فوجت وفريقه في جامعة أمستردام الحرة أدلة على عقدة نابليون في الذكور من البشر. تصرف الرجال ذو القامة القصيرة بشكل أكثر عدوانية (بشكل غير مباشر) في التفاعل مع الرجال الأطول. تجادل فرضيتهم في علم النفس التطوري أنه في المواقف التنافسية عندما يتلقى الذكور، البشر أو غير البشر، يتلقون إشارات مفادها أنهم متفوقين جسديًا، وبناء عليه فإن عقدة نابليون تبدا تظهر تاُثيرهابأن يجب على الذكور الأضعف جسديًا اعتماد استراتيجيات سلوكية بديلة لتسوية الساحة، بما في ذلك إظهار العدوانية غير المباشرة وبناء الائتلاف.